# Annandaliella ernakulamensis
Annandaliella ernakulamensis is een spinnensoort in de taxonomische indeling van de vogelspinnen (Theraphosidae).
Het dier behoort tot het geslacht Annandaliella. De wetenschappelijke naam van de soort werd voor het eerst geldig gepubliceerd in 2008 door Jose & Sebastian.